# Wittelshofen
Wittelshofen este o comună aflată în districtul Ansbach, landul Bavaria, Germania.